# 跨苏拉威西公路
跨苏拉威西公路（印尼语：Jalan Trans-Sulawesi）是连接苏拉威西岛上南北两大城市望加锡和万鸦老的公路，正在升级建设以及维护修缮中。2012年时正在建设的部分包括南米纳哈萨、北博朗、蒙贡多和北哥伦打洛。

## 资料来源
1. ↑  . www.antaranews.com. 2012-04-22  [2017-07-15]. （原始内容存档于2016-11-29）. Some roads in Minahasa Selatan, Bolaang North Bongondow and Nort Gorontalo are now under construction